# Comté de Coleman
Le comté de Coleman, en anglais : Coleman County, est un comté situé dans le centre de l'État du Texas aux États-Unis. Il est nommé en l'honneur de Robert Coleman, un soldat de la révolution texane. Le siège de comté est la ville de Coleman. Selon le recensement de 2020, sa population est de 7 684 habitants. 
Le comté a une superficie de 3 319 km2, dont 3 264 km2 en surfaces terrestres.

## Démographie
Lors du recensement de 2010, le comté comptait une population de 8 895 habitants. En 2017, la population est estimée à 8 430 habitants.

Pyramide des âges du comté de Coleman (2000).

| Groupes           | Comté de Coleman | Texas | États-Unis |
| ----------------- | ---------------- | ----- | ---------- |
| Blancs            | 88,2             | 70,4  | 72,4       |
| Autres            | 6,7              | 10,6  | 6,4        |
| Afro-Américains   | 2,2              | 11,9  | 12,6       |
| Métis             | 1,9              | 2,5   | 2,7        |
| Amérindiens       | 0,7              | 0,7   | 0,9        |
| Asiatiques        | 0,4              | 3,8   | 4,8        |
| Total             | 100              | 100   | 100        |
|                   |                  |       |            |
| Latino-Américains | 16,0             | 37,6  | 16,7       |